# Сакаи Тадацугу
Сакаи Тадацугу (1527 — 17 декабря 1596) — крупный японский военачальник периода Сэнгоку, 5-й глава рода Сакаи. Вместе с Ии Наомаса, Сакикабара Ясумаса и Хонда Тадакацу входил в число так называемых «Четырёх Небесных Королей» Токугава Иэясу.

## Биография
Представитель клана Сакаи из провинции Микава. Сын Сакаи Тадатика. С молодости Сакаи Тадацугу служил Мацудайра Хиродате (1526—1549), отцу будущего сёгуна Токугава Иэясу. После разрыва Токугава Иэясу с кланом Имагава в 1560 году Сакаи Тадацугу, ярый сторонник разрыва, получил в управление замок Ёсида, контролировавший прибрежную дорогу из провинции Тотоми в провинцию Микава.
В битве при Микатагахаре (1573) Сакаи Тадацугу охранял правый фланг войск Токугава Иэясу, даже, когда отряды Оды Нобунаги разбежались под ударами войск Такэда Сингэна. В 1575 году в битве при Нагасино он попросил разрешения совершить ночную атаку на лагерь Такэды Сингэна, которую он блестяще провел вместе с Канамори Нагатика.
В 1584 году во время военной кампании Комаки и Нагакутэ Сакаи Тадацугу получил приказ задержать наступление войск Тоётоми Хидэёси под командованием Мори Нагаёси против замка Киёси, и ему это удалось.
Во время военной кампании Тоётоми Хидэёси против Одавара в 1590 году Сакаи Тадацугу сопровождал Токугава Хидэтада, старшего сына и наследника Иэясу, который был заложником у Тоётоми, в Киото.
После переезда Токугава Иэясу в регион Канто Сакаи Тадакацу получил во владение домен Такасаки в провинции Кодзукэ с доходом в 50 000 коку риса. Вскоре после этого передал владение сыну Сакаи Иэцугу (1564—1618), а сам перебрался в столицу, где принял монашество. Скончался в 1596 году в Киото.
Сакаи Иэцугу в 1590 году получил во владение домен Усуи-хан в провинции Симоса с доходом 30 тысяч коку риса. В 1604 году он был переведён в домен Такасаки-хан в провинции Кодзукэ (доход — 50 000 коку). В 1616 году Сакаи Иэцугу получил во владение домен Такада-хан в провинции Этиго с доходом в 100 000 коку риса.